# 로빈 밀너
로빈 밀너(Robin Milner, 본명: 아서 존 로빈 고렐 밀너, 본명 영어: Arthur John Robin Gorell Milner, 1934년 1월 13일 ~ 2010년 3월 20일)는 영국의 컴퓨터 과학자이자 튜링상 수상자였다.

## 생애, 교육, 경력
밀너는 잉글랜드 플리머스 근처 예일프턴의 군인 가문에서 태어났다. 1947년 이튼 칼리지의 킹스 장학금을 받았고, 1952년에는 이튼 칼리지에서 수학 분야 최고 상인 톰라인상을 수상했다. 이후 왕립공병대에서 복무하여 소위로 진급했다. 그 후 그는 킹스 칼리지 (케임브리지 대학교)에 입학하여 1957년에 졸업했다. 밀너는 처음에는 교사로 일했고, 그 후 페란티 대학교에서 프로그래머로 일했다. 그 후 런던 시티 대학교, 스완지 대학교, 스탠퍼드 대학교를 거쳐 1973년부터는 에든버러 대학교에서 학계에 입문하여 컴퓨터 과학 기초 연구소(LFCS)의 공동 설립자가 되었다. 그는 1995년 컴퓨터 연구소 소장으로 케임브리지로 돌아왔고, 결국 연구소에서 물러났지만 여전히 연구소에 있었다. 2009년부터 밀너는 스코틀랜드 정보학 및 컴퓨터 과학 연합(Scottish Informatics & Computer Science Alliance)의 고급 연구 펠로우로 활동했고, 에든버러 대학교에서 컴퓨터 과학과 석좌교수(파트타임)를 역임했다.
밀너는 2010년 3월 20일 케임브리지에서 심장마비로 사망했다. 아내 루시는 그가 사망하기 직전에 세상을 떠났다.